# Coupe de France de rugby à XIII 2012-2013
Navigation
Édition précédente Édition suivante
La Coupe de France de rugby à XIII 2012-2013 est la 75e édition de la Coupe de France, compétition à élimination directe mettant aux prises des clubs de rugby à XIII amateurs et professionnels affiliés à la Fédération française de rugby à XIII.
Avignon y remporte son cinquième titre de Coupe de France en battant 38-37 Limoux en finale. Il s'agit de la finale où l'on a le plus marqués de points de l'histoire de la Coupe de France avec 75 points inscrits au total.

## Huitième de finale
|  | Réalmont | 32 - 10 | Tonneins |  |
|  |          |         |          |  |
|  |          |         |          |  |

|  | Villefranche-de-Rouergue | 25 - 24 | Cavaillon |  |
|  |                          |         |           |  |
|  |                          |         |           |  |

|  | Toulouse Broncos | 4 - 36 | (1) Avignon |  |
|  |                  |        |             |  |
|  |                  |        |             |  |

|  | Lyon-Villeurbanne | 6 - 50 | (1) Toulouse |  |
|  |                   |        |              |  |
|  |                   |        |              |  |

|  | Baho | 14 - 60 | (1) Saint-Estève XIII Catalan |  |
|  |      |         |                               |  |
|  |      |         |                               |  |

|  | Carcassonne (1) | 38 - 20 | (1) Villeneuve-sur-Lot |  |
|  |                 |         |                        |  |
|  |                 |         |                        |  |

|  | Lézignan (1) | 18 - 20 | (1) Limoux |  |
|  |              |         |            |  |
|  |              |         |            |  |

|  | Lescure-d'Albigeois (1) | - | Pia |  |
|  |                         |   |     |  |
|  |                         |   |     |  |

## Quart de finale
|  | Villefranche-de-Rouergue | 4 - 54 | (1) Carcassonne |  |
|  |                          |        |                 |  |
|  |                          |        |                 |  |

|  | Réalmont | 10 - 52 | (1) Avignon | 1 000 spectateurs |
|  |          |         |             | 1 000 spectateurs |
|  |          |         |             | 1 000 spectateurs |

|  | Toulouse (1) | 42 - 8 | (1) Lescure-d'Albigeois |  |
|  |              |        |                         |  |
|  |              |        |                         |  |

|  | Saint-Estève XIII Catalan (1) | 24 - 29 | (1) Limoux |  |
|  |                               |         |            |  |
|  |                               |         |            |  |

## Demi-finale
| 10 mars 2013 16h00 | Avignon (1) | 32 - 26 (a.p.) | (1) Toulouse | Stade Mazicou, Albi |
| 10 mars 2013 16h00 |             |                |              | Stade Mazicou, Albi |
| 10 mars 2013 16h00 |             |                |              | Stade Mazicou, Albi |

| 9 mars 2013 | Limoux (1) | 36 - 28 | (1) Carcassonne |  |
| 9 mars 2013 |            |         |                 |  |
| 9 mars 2013 |            |         |                 |  |

## Finale (11 mars 2013)
(mt : 12 -14)
Homme du match : 
Points marqués :
- Avignon : 7 essais de Nasso (12e, 37e et 75e), Wood (47e), Jullien (50e), Romano (63e) et Khattabi (69e), 5 transformations d'Arnaud (12e, 38e, 51e, 70e, et 76e)
- Limoux : 6 essais de Doutres (18e, 26e, 53e), Blanch (42e, 78e), Ramage (60e), 5 transformations de Ramage (18e, 27e, 42e, 53e, 60e), 1 pénalité de Ramage (40e), 1 drop de Murcia (45e)

Évolution du score : 6-0, 6-6, 6-12, 12-12, 12-14, 12-20, 12-21, 16-21, 22-21, 22-27, 22-33, 26-33, 32-33, 38-33, 38-37
Arbitre : Stéphane Vincent
Spectateurs : 6 877
Composition :
- Avignon : Olivier Arnaud - Kevin Luguoro, Martial Romano, Benjamin Jullien, Yannick Ruh - Joris Bissière (o), Ryan Millard (m) - Younes Khattabi, Aaron Wood, Joris Clément, Teli Pelo, Joris Cagnac (c), Raymond Nasso - Saïm Tamghart, Cyril Armani, Clément Durandal, Romain Pourret - Entraîneur : Renaud Guigue
- Limoux : Jared Taylor - Alexandre Doutres, Scott Blanch, Martin Hatfield, Bastien Almarcha - Philip Ramage (o), Mickaël Murcia (m) (c) - Nicolas Munoz, Mathieu Almarcha, Gareth Dean, Maxime Herold, Mathieu Albérola, Karl Temata - Olivier Pramil, Lafeta Palea'aesina, Guillaume Reffle, Sylvain Teixido - Entraîneur : Marc Bourrel